# Démographie de la Lorraine
Au 1er janvier 2006, le nombre d'habitants de la région de Lorraine était estimé à 2 339 000 habitants, soit 3,8 % de la population de la France métropolitaine. Le rythme de croissance démographique de la région est un des plus faibles du pays (+ 0,17 % par an depuis 1999). Il est avant tout dû au solde naturel (+ 0,27 % par an), le solde migratoire étant négatif (- 0,10 % annuellement).

## Évolution de la population
L'évolution démographique de la Lorraine reflète en grande partie son histoire et celle de la France.
Au début du XIXe siècle, la population est essentiellement rurale, la natalité est élevée (surtout en Lorraine germanophone), la mortalité est moins élevée qu'au cours des siècles précédents, et la population augmente régulièrement.
Le milieu du siècle marque un grand tournant. C'est le début de la révolution industrielle, dont le premier effet est l'exode rural. Les campagnes lorraines commencent donc à se dépeupler très fortement, comme partout en France. Mais rapidement, le développement industriel attire la population vers les centres urbains. Leur croissance, en Lorraine, va compenser les pertes du monde rural, et pendant plus d'un siècle la population va continuer à augmenter, en même temps qu'elle s'urbanise de plus en plus.
Cette croissance aura cependant quelques accidents liés à l'histoire. En 1871, de nombreux habitants des régions annexées par l'Allemagne choisissent de rester en France. Certains s'installent dans la partie de la Lorraine restée française, mais beaucoup quittent aussi la région, pour aller vers la région parisienne ou l'Algérie par exemple.
Pendant la Première Guerre mondiale, la Lorraine souffre considérablement. Les morts de la guerre et le déficit des naissances pendant 4 ans diminuent fortement le nombre des habitants. Il faut y ajouter le départ d'un certain nombre d'Allemands qui s'étaient installés en Moselle entre 1871 et 1918, et qui préfèrent retourner vers d'autres régions allemandes.
Le dynamisme est cependant rapidement de retour, dans l'euphorie des années folles. Mais avec la crise économique et démographique qui touche la France dans les années 1930, la population stagne à nouveau. La Seconde Guerre mondiale vient amplifier cette tendance, chassant temporairement de nombreux habitants.
Après la fin de cette guerre, la reconstruction et le retour de certains habitants ravivent à nouveau la croissance de la région, qui va se poursuivre pendant les Trente Glorieuses. Mais dans les années 1970, la crise revient. Les principales activités, l'exploitation minière et les industries lourdes qui en dérivent, sont durement frappées. Les centres urbains les plus industriels se dépeuplent, les campagnes continuent à stagner comme auparavant. Malgré les problèmes économiques de l'époque, et du fait de sa forte natalité, la Lorraine n'a subi qu'une faible perte de population entre 1982 et 1999 (de l'ordre de 8 000 habitants, soit moins de 0,4 %).
Dans les années 1990, les effets de diverses reconversions industrielles réussies dans la région commencent à se faire sentir démographiquement. Les villes qui ont retrouvé d'autres activités attirent à nouveau des habitants, et dans l'ensemble la Lorraine a réussi à stabiliser sa population. Depuis lors, le chiffre de la population s'est assez bien redressé, gagnant quelque 27 000 habitants en sept ans, de 1999 à 2006, soit près de 4 000 par an. Ceci semble bien augurer du proche avenir, mais ne remet pas en question les projections officielles assez pessimistes à long terme, qui prévoient une forte diminution de la population d'ici à 2030. En effet la Lorraine se classe antépénultième dans le classement du taux d'accroissement démographique des régions françaises, juste devant la Champagne-Ardenne, sa voisine et la Martinique (voir : démographie de la France).
Par ailleurs la situation reste très inégale. L'essentiel de la croissance démographique est désormais concentrée sur le sillon mosellan (Thionville, Metz, Toul, Nancy, Épinal), alors que le bassin minier (Longwy, Forbach), toute la partie ouest de la région (Meuse) et les hautes vallées vosgiennes sont encore en forte régression.
La population de la Lorraine a croit jusqu'en 2010.
En 2011 la courbe s'est inversée et la région perd désormais des habitants. Seuls les départements de la Moselle et de Meurthe-et-Moselle gagnent encore des habitants. Au contraire les départements des Vosges et de la Meuse continuent à se dépeupler.
Entre 2013 et 2014 seul le département de Meurthe-et-Moselle a gagné des habitants. Le département de la Moselle s'est légèrement dépeuplé.
| Année | Population au 1er janvier         | Population au 1er janvier | Population au 1er janvier | Population au 1er janvier | Population au 1er janvier |
| Année | département de Meurthe-et-Moselle | département de la Meuse   | département de la Moselle | département des Vosges    | Total Lorraine            |
| ----- | --------------------------------- | ------------------------- | ------------------------- | ------------------------- | ------------------------- |
| 1801  | 289 039                           | 269 522                   | 397 217                   | 293 474                   | 1 249 252                 |
| 1851  | 385 000                           | 329 000                   | 526 000                   | 407 000                   | 1 645 000                 |
| 1901  | 485 000                           | 284 000                   | 565 000                   | 421 000                   | 1 754 000                 |
| 1936  | 576 000                           | 217 000                   | 696 000                   | 377 000                   | 1 866 000                 |
| 1946  | 528 805                           | 188 786                   | 622 145                   | 342 315                   | 1 682 051                 |
| 1946  |                                   |                           |                           |                           | 1 972 000                 |
| 1968  | 705 000                           | 210 000                   | 971 000                   | 388 000                   | 2 274 000                 |
| 1975  | 722 588                           | 203 904                   | 1 006 373                 | 397 957                   | 2 330 822                 |
| 1982  | 716 846                           | 200 101                   | 1 007 189                 | 395 769                   | 2 319 905                 |
| 1990  | 712 000                           | 196 000                   | 1 011 000                 | 386 000                   | 2 306 000                 |
|       |                                   |                           |                           |                           |                           |
| 1995  | 717 273                           | 194 887                   | 1 019 421                 | 383 907                   | 2 315 488                 |
| 1996  | 717 201                           | 194 622                   | 1 020 258                 | 383 701                   | 2 315 782                 |
| 1997  | 716 448                           | 194 338                   | 1 022 509                 | 382 949                   | 2 316 244                 |
| 1998  | 715 062                           | 192 797                   | 1 022 916                 | 381 791                   | 2 312 566                 |
| 1999  | 714 295                           | 192 443                   | 1 023 763                 | 381 154                   | 2 311 655                 |
| 2000  | 715 780                           | 192 609                   | 1 026 403                 | 381 557                   | 2 316 349                 |
| 2001  | 717 471                           | 192 825                   | 1 028 925                 | 382 026                   | 2 321 247                 |
| 2002  | 719 137                           | 192 944                   | 1 031 422                 | 382 370                   | 2 325 873                 |
| 2003  | 720 405                           | 192 802                   | 1 033 495                 | 382 503                   | 2 329 205                 |
| 2004  | 721 276                           | 192 678                   | 1 035 021                 | 382 603                   | 2 331 578                 |
| 2005  | 722 259                           | 192 586                   | 1 036 782                 | 382 618                   | 2 334 245                 |
| 2006  | 725 302                           | 193 696                   | 1 036 776                 | 379 975                   | 2 335 749                 |
| 2007  | 726 592                           | 193 962                   | 1 039 023                 | 380 304                   | 2 339 881                 |
| 2008  | 729 768                           | 194 218                   | 1 042 230                 | 380 145                   | 2 346 361                 |
| 2009  | 730 961                           | 194 237                   | 1 043 580                 | 379 605                   | 2 348 383                 |
| 2010  | 732 207                           | 193 923                   | 1 045 066                 | 379 724                   | 2 350 920                 |
| 2011  | 733 124                           | 193 557                   | 1 045 146                 | 378 830                   | 2 350 657                 |
| 2012  | 733 266                           | 192 800                   | 1 046 468                 | 377 282                   | 2 349 816                 |
| 2013  | 733 707                           | 192 265                   | 1 046 513                 | 375 762                   | 2 348 247                 |
| 2014  | 734 002                           | 191 696                   | 1 046 237                 | 374 357                   | 2 346 292                 |
| Année | département de Meurthe-et-Moselle | département de la Meuse   | département de la Moselle | département des Vosges    | Total Lorraine            |

- (p) = provisoire
- Sources : INSEE[3],[4] - Quid 2003[5] et IAURIF[6].

## Mouvement naturel de la population

### Naissances et décès par département
Chiffres fournis par l'INSEE,,,.
| Département        | 2000   | 2000   | 2000  | 2004   | 2004   | 2004  | 2005   | 2005   | 2005  | 2006   | 2006   | 2006  | 2011   | 2011   | 2011  |
| Département        | Naiss. | Décès  | Solde | Naiss. | Décès  | Solde | Naiss. | Décès  | Solde | Naiss. | Décès  | Solde | Naiss. | Décès  | Solde |
| ------------------ | ------ | ------ | ----- | ------ | ------ | ----- | ------ | ------ | ----- | ------ | ------ | ----- | ------ | ------ | ----- |
| Meurthe-et-Moselle | 8.797  | 6.288  | 2.509 | 8.671  | 5.856  | 2.815 | 8.542  | 6.258  | 2.284 | 8 743  | 6 125  | 2 618 | 8 499  | 6 206  | 2 293 |
| Meuse              | 2.432  | 1.991  | 441   | 2.287  | 1.921  | 366   | 2.158  | 1.991  | 167   | 2 399  | 2 012  | 387   | 2 119  | 1 940  | 179   |
| Moselle            | 12 209 | 8 897  | 3 312 | 11 970 | 8 558  | 3 412 | 12 048 | 8 766  | 3 282 | 12 205 | 8 733  | 3 472 | 11 474 | 8 978  | 2 496 |
| Vosges             | 4 575  | 4 043  | 532   | 4.264  | 3.834  | 430   | 4.310  | 4.025  | 285   | 4 399  | 3 838  | 561   | 3 883  | 3 941  | - 58  |
| Lorraine           | 28.013 | 21.219 | 6.794 | 27.192 | 20.169 | 7.023 | 27.058 | 21.040 | 6.018 | 27 622 | 20 770 | 6 852 | 25 975 | 21 065 | 4 910 |

### Fécondité par département
Le nombre moyen d'enfants par femme ou indice conjoncturel de fécondité a évolué comme suit pour chaque département et pour l'ensemble de la région :
| Département           | Fécondité 1999 | Fécondité 2000 | Fécondité 2001 | Fécondité 2002 | Fécondité 2003 | Fécondité 2004 | Fécondité 2005 |
| --------------------- | -------------- | -------------- | -------------- | -------------- | -------------- | -------------- | -------------- |
| Meurthe-et-Moselle    | 1,64           | 1,70           | 1,71           | 1,67           | 1,64           | 1,71           |                |
| Meuse                 | 1,94           | 2,05           | 2,03           | 1,96           | 1,97           | 2,05           |                |
| Moselle               | 1,64           | 1,72           | 1,74           | 1,74           | 1,72           | 1,77           |                |
| Vosges                | 1,89           | 1,95           | 1,93           | 1,90           | 1,91           | 1,92           |                |
| Lorraine              | 1,69           | 1,76           | 1,77           | 1,75           | 1,73           | 1,79           |                |
| France métropolitaine | 1,79           | 1,87           | 1,88           | 1,87           | 1,87           | 1,90           | 1,92           |

Le taux de fécondité de la France métropolitaine était estimé à 1,98 en 2006.
La Lorraine faisait partie dans les années 1950-1960 de ce qu'on appelait le "croissant fertile" par allusion à la fertilité des femmes qui y résidaient. Ce croissant de haute fécondité, partait de Vendée et de Bretagne, remontait les côtes de la Manche vers le nord-est et contournait l'Île-de-France par le nord, englobant la Picardie et le Nord-Pas-de-Calais, d'où il s'incurvait vers l'est puis le sud-est, passant par la Champagne et la Lorraine, puis s'infléchissait vers le sud et se terminait en Franche-Comté.
Aujourd'hui la partie nord-est du croissant s'est affaissée (Alsace et Lorraine surtout et partiellement Champagne) et ce croissant n'existe donc plus. Seul le nord-ouest de la France depuis la Vendée et la Bretagne jusqu'au Nord-Pas-de-Calais et aux département des Ardennes et de la Meuse, comprenant en plus l'Île-de-France, constitue actuellement la zone de plus haute fécondité du pays.

#### Tendances les plus récentes de la fécondité
Concernant la fécondité, les derniers chiffres disponibles concernent 2004. L'indicateur conjoncturel de fécondité de la région demeure nettement inférieur à ce qui est observé au niveau national (1,79, contre 1,90 pour la métropole). La Lorraine se trouve de ce fait au 16e rang des régions françaises.
Si l'on compare la fécondité de la Lorraine à celle des régions voisines de l'est de la France, on constate que la région se classe légèrement devant l’Alsace (1,75), mais derrière la Bourgogne (1,83) et la région Champagne-Ardenne (1,85), et surtout très loin derrière la Franche-Comté (1,98). Un indice de 2,07 est nécessaire pour assurer le simple remplacement des générations.
Enfin, la hausse du nombre des naissances observée dans la région en 2005 et 2006, malgré une nette diminution du nombre de femmes susceptibles de procréer, implique une hausse assez importante de l'indice de fécondité lors de ces deux années (surtout en 2006), mais les valeurs de ces indices ne sont pas encore disponibles (en décembre 2007).

### Évolution démographique depuis 1962
Sources : INSEE
|                                | 1962-1968 | 1968-1975 | 1975-1982 | 1982-1990 | 1990-1999 | 2000      | 2004      | 2005      | 2006      |
| ------------------------------ | --------- | --------- | --------- | --------- | --------- | --------- | --------- | --------- | --------- |
| Population en début de période | 2 194 151 | 2 274 441 | 2 330 822 | 2 319 905 | 2 305 726 | 2.316.349 | 2.331.578 | 2.334.245 | 2.339.000 |
| Naissances                     | 277 983   | 284 865   | 242 697   | 265 906   | 256 107   |           |           |           |           |
| Idem annuellement              | 46 330    | 40 695    | 34 671    | 33 238    | 28 456    | 28.013    | 27.192    | 27 058    | 27 622    |
| Décès                          | 131 465   | 159 158   | 159 142   | 173 036   | 186 738   | 21.086    | 20.169    | 21 040    | 20 770    |
| Solde naturel                  | 146 518   | 125 707   | 83 555    | 92 870    | 69 369    | 7.126     | 7.023     | 6 018     | 6 852     |
| Solde migratoire               | -66 228   | -69 326   | -94 472   | -107 049  | -64 719   | -2 228    | -4 356    |           |           |
| Variation totale               | 80 290    | 56 381    | -10 917   | -14 179   | 4 650     |           |           |           |           |
| Idem annuellement              | 13 382    | 8 054     | -1 558    | -1 772    | 517       | 4.898     | 2.667     |           |           |

Contrairement à certaines idées, l'émigration en Lorraine n'est pas un problème récent, lié à la désindustrialisation des années 1980. Bien au contraire, elle sévissait déjà durant les années 1960 cependant fort prospères. La très haute natalité de l'époque masquait le phénomène. La démographie du pays a connu une période fort critique entre 1975 et 1990, lorsque l'émigration a culminé sous l'influence de la crise, et que simultanément la natalité s'effondrait. Depuis, l'émigration a fortement baissé, quoique toujours présente sous une forme fort atténuée.
Plus grave sans doute a été l'effondrement de la natalité et de la fécondité. Entre 1962 et 1968, on avait enregistré 46 000 naissances annuellement. Ces dernières années, depuis 1990, il en reste à peine 28 000, et même moins certaines années, soit une baisse de plus ou moins 40 % en une génération (28-30 ans en moyenne). La principale explication de ce phénomène est l'exode de très nombreux jeunes, qui n'ont donc pas fait d'enfants en Lorraine, mais ailleurs (en Île-de-France et dans les régions méridionales du pays avant tout) et ont participé ainsi à la hausse de la natalité d'autres régions, hausse constatée depuis le début des années 2000. Par ailleurs, les jeunes restés au pays ont adopté un comportement bien plus malthusien que leurs parents et leur fécondité s'est largement affaissée.

### Mouvements de la population depuis 1999
Sources : INSEE,,,.
| Année | Effectifs        | Effectifs          | Effectifs            | Effectifs       | Effectifs             | Effectifs           | Indicateurs       | Indicateurs      | Indicateurs       |
| Année | Population 01-01 | Nombre de mariages | Nombre de naissances | Nombre de décès | Accroissement naturel | Accroissement total | Taux de fécondité | Taux de natalité | Taux de mortalité |
| ----- | ---------------- | ------------------ | -------------------- | --------------- | --------------------- | ------------------- | ----------------- | ---------------- | ----------------- |
| 1999  | 2.311.655        | 11.710             | 27.203               | 20.805          | 6.398                 | 4.694               | 1,69              | 11,8             | 9,0               |
| 2000  | 2.316.349        | 12.942             | 28.013               | 21.086          | 6.927                 | 4.898               | 1,76              | 12,1             | 9,1               |
| 2001  | 2.321.247        | 11.335             | 27.799               | 20.673          | 7.126                 | 4.626               | 1,77              | 12,0             | 8,9               |
| 2002  | 2.325.873        | 10.822             | 27.102               | 21.316          | 5.786                 | 3.332               | 1,75              | 11,6             | 9,2               |
| 2003  | 2.329.205        | 10.547             | 26.617               | 21.757          | 4.860                 | 2.373               | 1,73              | 11,4             | 9,3               |
| 2004  | 2.331.578        | 10.073             | 27.192               | 20.169          | 7.023                 | 2.667               | 1,79              | 11,7             | 8,6               |
| 2005  | 2.334.245        |                    | 27 058               | 21 040          | 6 018                 |                     |                   | 11,6             | 9,0               |
| 2006  | 2.339.000        |                    | 27 622               | 20 770          | 6 852                 |                     |                   | 11,8             |                   |

## L'émigration des Lorrains en Amérique
L'émigration lorraine, était en 1817, surtout dirigée vers la Pologne russe et la Bavière rhénane, cela plus que vers l'Amérique.
Au XIXe siècle, un certain nombre de Lorrains sont partis en Amérique. Par la suite, seulement quelques-uns sont revenus, les autres y restant majoritairement. 

Les principales causes de cette émigration étaient la misère, la pauvreté et les crises économiques. Bon nombre d'entre eux étaient des jeunes hommes ruraux, généralement célibataires. Provenant principalement des cantons germanophones de la Moselle, ou de ceux qui sont bilingues (comme Faulquemont). De par le fait, il parlaient un français approximatif, ce qui les faisait passer pour des Allemands, des Alsaciens voire des Suisses. Ces émigrés lorrains provenaient aussi des cantons francophones (Remiremont, Neufchâteau, etc). Certains partaient même sans passeport.
Ils s'installaient principalement à New York et à Saint-Louis (Missouri), également dans l'Illinois, l'Ohio et le Texas. Les États-Unis ont exercé, sur les populations lorraines, une attraction plus forte que l'Algérie. D'autres personnes ont, elles, opté pour le Brésil, notamment des gens originaire de l'arrondissement de Sarreguemines.
Environ 50 000 Mosellans ont quitté leur département entre 1825 et 1850 pour principalement migrer vers les États-Unis (les plus fortunés et les plus chanceux) et Paris (les autres). Il faut ajouter à cela 40 000 de plus entre 1850 et 1870.

## Immigration
Note : Il ne faut pas confondre étrangers et immigrés. Par immigré on entend quelqu'un résidant en France, né étranger à l'étranger. Il peut être devenu français par acquisition ou avoir gardé sa nationalité étrangère. Par contre le groupe des étrangers est constitué par l'ensemble des résidents ayant une nationalité étrangère, qu'ils soient nés en France ou hors de France.
Les enfants nés en France de parents étrangers eux-mêmes nés à l'étranger sont étrangers, mais deviennent Français de plein droit à 18 ans, s'ils y résident et y ont résidé de manière continue ou discontinue pendant cinq années depuis l'âge de 11 ans et s'ils ne désirent pas conserver leur nationalité d'origine. Cependant, dès l'âge de 13 ans, les parents peuvent demander la nationalité française pour leur enfant, avec son accord (sous condition d'avoir résidé cinq ans en France depuis l'âge de 8 ans). De plus le mineur de 16 ans accomplis peut faire la demande d'acquisition anticipée de la nationalité sans l'accord de ses parents et sous les mêmes conditions de durée de résidence en France durant cinq années depuis l'âge de 11 ans.

### Nombre d'étrangers et d'immigrés en Lorraine
Au recensement de 1999, et au premier janvier 2005, les étrangers et les immigrés se répartissaient comme suit en France et en Lorraine :
|                                              | 01-01-1999      | 01-01-1999            | 01-01-2005      | 01-01-2005 |
| France métropolitaine                        | Région Lorraine | France métropolitaine | Région Lorraine |            |
| -------------------------------------------- | --------------- | --------------------- | --------------- | ---------- |
| Population totale                            | 58.520.000      | 2.311.655             | 60.825.000      | 2.334.245  |
| Étrangers                                    | 3.260.000       | 128.000               | 3.501.000       | 122.000    |
| -- Étrangers nés en France                   | 510.000         | 20.000                |                 |            |
| -- Étrangers nés à l'étranger                | 2.750.000       | 108.000               |                 |            |
| Immigrés                                     | 4.310.000       | 171.000               | 4.959.000       | 180.000    |
| -- Étrangers nés à l'étranger                | 2.750.000       | 108.000               |                 |            |
| -- Français par acquisition nés à l'étranger | 1.560.000       | 63.000                |                 |            |

### Les immigrés

#### Répartition des immigrés par origine et par département en 1999
Source :
| Origine                   | Meurthe-et-Moselle | Meuse   | Moselle   | Vosges  | Lorraine  | en %  | France     | en %  |
| ------------------------- | ------------------ | ------- | --------- | ------- | --------- | ----- | ---------- | ----- |
| Europe des 15             | 23 255             | 4 440   | 55 550    | 6 630   | 89 875    | 52,6  | 1 629 460  | 37,8  |
| -- Italie                 | 11 365             | 1 425   | 26 270    | 1 800   | 40 860    | 23,9  | 378 650    | 8,8   |
| -- Allemagne              | 1 430              | 280     | 18 450    | 585     | 20 745    | 12,1  | 123 185    | 2,9   |
| -- Portugal               | 4 990              | 650     | 4 490     | 3 170   | 13 300    | 7,8   | 571 875    | 13,3  |
| -- Espagne                | 1 445              | 540     | 2 935     | 550     | 5 470     | 3,2   | 316 230    | 7,3   |
| -- Belgique               | 1 600              | 1 215   | 1 010     | 220     | 4 045     | 2,4   | 93 620     | 2,2   |
| -- Luxembourg             | 830                | -       | 1 495     | -       | 2 445     | 1,4   | 5 850      | 0,1   |
| Autres pays d'Europe      | 7 280              | 1 705   | 15 910    | 3 265   | 28 160    | 16,5  | 478 850    | 11,1  |
| -- Turquie                | 2 580              | 810     | 7 835     | 2 110   | 13 335    | 7,8   | 174 160    | 4,0   |
| -- Pologne                | 2 580              | 560     | 4 100     | -       | 7 420     | 4,3   | 98 570     | 2,3   |
| Afrique                   | 14 720             | 1 370   | 25 130    | 4 515   | 45 735    | 26,8  | 1 691 560  | 39,3  |
| -- Algérie                | 7 000              | 575     | 14 690    | 1 440   | 23 705    | 13,9  | 574 210    | 13,3  |
| -- Maroc                  | 5 035              | 580     | 7 570     | 1 990   | 15 175    | 8,9   | 522 505    | 12,1  |
| -- Tunisie                | 710                | 35      | 845       | 380     | 1 970     | 1,2   | 201 560    | 4,7   |
| -- reste de l'Afrique     | 1 975              | 180     | 2 025     | 705     | 4 885     | 2,8   | 393 285    | 9,2   |
| Asie                      | 2 440              | 215     | 2 490     | 400     | 5 545     | 3,2   | 375 835    | 8,7   |
| -- Ex-Indochine française | 1 225              | -       | 1 455     | -       | 2 955     | 1,7   | 159 750    | 3,7   |
| Amérique/Océanie          | 655                | -       | 640       | -       | 1 575     | 0,9   | 130 395    | 3,0   |
| Total immigrés            | 48 350             | 7 825   | 99 720    | 14 995  | 170 890   | 100,0 | 4 306 100  | 100,0 |
| Population totale         | 713 800            | 192 200 | 1 023 400 | 381 000 | 2 310 400 |       | 58 518 400 |       |

### Les étrangers

#### Ventilation des étrangers par origine en 1999
Source :,
| Origine               | Lorraine | part en % | France    | part en % |
| --------------------- | -------- | --------- | --------- | --------- |
| Europe (hors Turquie) | 65 753   |           | 1 139 327 |           |
| -- dont Portugal      | 12 211   |           | 553.663   |           |
| -- dont Espagne       | 4 196    |           | 161.762   |           |
| -- dont Italie        | 25 204   |           | 201.670   |           |
| -- dont Royaume-Uni   | 642      |           | 75.250    |           |
| -- dont Allemagne     | 13 226   |           | 78.381    |           |
| -- dont Belgique      | 3 535    |           | 66.666    |           |
| -- dont Pays-Bas      | 405      |           | 24 745    |           |
| -- dont reste de l'UE | 1 544    |           |           |           |
| -- dont reste Europe  | 4 790    |           |           |           |
| Afrique               | 38 591   |           | 1 419 758 |           |
| -- dont Algérie       | 21 847   |           | 477 482   |           |
| -- dont Maroc         | 12 537   |           | 504 096   |           |
| -- dont Tunisie       | 1 454    |           | 154 356   |           |
| -- reste de l'Afrique | 2 753    |           | 284 824   |           |
| Asie                  | 13 338   |           | 619 784   |           |
| -- Turquie            | 12 289   |           | 208 049   |           |
| -- reste de l'Asie    | 1 379    |           | 411 735   |           |
| Amérique du Nord      | 962      |           | 34 631    |           |
| Autres pays           | 837      |           | 49 686    |           |
| Non déclarés          | 8        |           |           |           |
| Total étrangers       | 119 819  |           | 3 263 186 |           |

#### Répartition des naissances par nationalité de la mère
Les chiffres suivants sont fournis par l'INSEE pour l'année 2004 :
|                    | Ensemble | Françaises | Étrangères | Étrangères | Étrangères | Étrangères | Étrangères | Étrangères | Étrangères |
| Total étrangères   | Ensemble | Françaises | Algérie    | Espagne    | Italie     | Portugal   | Maroc      | Tunisie    |            |
| ------------------ | -------- | ---------- | ---------- | ---------- | ---------- | ---------- | ---------- | ---------- | ---------- |
| Meurthe-et-Moselle | 8.671    | 8.085      | 586        | 131        | 2          | 4          | 18         | 92         | 13         |
| Meuse              | 2.287    | 2.192      | 95         | 10         | 0          | 4          | 2          | 17         | 0          |
| Moselle            | 11.970   | 10.888     | 1.082      | 249        | 4          | 18         | 27         | 162        | 13         |
| Vosges             | 4.264    | 4.045      | 219        | 31         | 4          | 3          | 16         | 41         | 9          |
| Lorraine           | 27.192   | 25.210     | 1.982      | 421        | 10         | 29         | 63         | 312        | 35         |
| -- légitimes       | 14.968   | 13.264     | 1.704      | 380        | 7          | 21         | 41         | 292        | 33         |
| -- hors-mariage    | 12.224   | 11.946     | 278        | 41         | 3          | 8          | 22         | 20         | 2          |

Les 10 naissances de mères espagnoles, et les 29 autres de mères italiennes ne sont plus que le reflet du dynamisme démographique dont firent preuve jadis les immigrants tant espagnols qu'italiens, dans la région Lorraine en particulier. La moyenne d'âge des immigrés de ces deux pays dépasse les soixante ans en 2005.
Les naissances hors-mariage sont encore minoritaires. C'est vrai pour les mères françaises, mais surtout pour les étrangères, et encore plus les maghrébines, et en particulier les mères tunisiennes.

## Les mariages
En 2004, on a enregistré 9.730 mariages en Lorraine, dont :
- 8.502 entre deux conjoints français
- 142 entre conjoints étrangers
- 466 mariages mixtes entre époux français et épouse étrangère
- 620 mariages mixtes entre épouse française et époux étranger

On assiste comme partout en France à un intense mélange de population, puisque sur 1.370 conjoints étrangers impliqués dans ces mariages, 1086 (soit plus ou moins 79 %) l'étaient dans des mariages mixtes.
Ventilation des mariages mixtes
|                  | Total mariages mixtes | Nationalité du conjoint étranger | Nationalité du conjoint étranger | Nationalité du conjoint étranger | Nationalité du conjoint étranger |
| Italienne        | Total mariages mixtes | Espagnole                        | Portugaise                       | Algérienne                       |                                  |
| ---------------- | --------------------- | -------------------------------- | -------------------------------- | -------------------------------- | -------------------------------- |
| Époux français   | 466                   | 13                               | 10                               | 13                               | 61                               |
| Épouse française | 620                   | 31                               | 5                                | 50                               | 146                              |

Source :.

## Les principales aires urbaines
Aujourd'hui près des trois quarts de la population sont domiciliés dans les départements de Meurthe-et-Moselle et de la Moselle qui ont gagné 14 000 habitants entre 1990 et 1999 (+0,8 %) pendant que les Vosges et la Meuse en perdaient 9 000 (-1,6 %).
La population est urbaine à 72,5 % (46 % dans la Meuse, 77 % en Meurthe-et-Moselle), et 40 % des Lorrains vivent sur 5 % du territoire (agglomérations de Nancy, Metz, Thionville et Forbach). L'étalement urbain progresse aussi régulièrement: jusqu'au recensement de 1990, l'INSEE définissait autour d'Hagondange et de Briey une agglomération de plus de 100 000 habitants, mais celle-ci est maintenant entièrement incluse dans l'agglomération voisine de Metz, désormais la plus étendue de la région.
Les chiffres de population suivants correspondent aux aires urbaines dans leur extension définie lors du recensement de 1999.
Note :
- 54 = département de Meurthe-et-Moselle
- 55 = département de la Meuse
- 57 = département de la Moselle
- 88 = département des Vosges

| Aires urbaines            | Date du recensement | Date du recensement | Date du recensement | Date du recensement |
| Aires urbaines            | 1982                | 1990                | 1999                | 2009                |
| ------------------------- | ------------------- | ------------------- | ------------------- | ------------------- |
| Metz (57)                 | 410 960             | 417 048             | 429 588             |                     |
| Nancy (54)                | 397 671             | 406 352             | 410 508             |                     |
| Thionville (57)           | 163 599             | 157 777             | 156 433             |                     |
| Forbach (57)              | 110 387             | 109 307             | 104 074             |                     |
| Épinal (88)               | 88 017              | 89 334              | 89 544              |                     |
| Saint-Dié-des-Vosges (88) | 44 810              | 45 161              | 45 708              |                     |
| Sarreguemines (57)        | 41 036              | 40 770              | 42 077              |                     |
| Longwy (54)               | 47 448              | 41 681              | 40 582              |                     |
| Saint-Avold (57)          | 37 892              | 38 632              | 38 888              |                     |
| Verdun (55)               | 36 169              | 36 198              | 35 078              |                     |
| Bar-le-Duc (55)           | 34 240              | 34 086              | 32 892              |                     |
| Sarrebourg (57)           | 30 540              | 31 297              | 31 908              |                     |
| Lunéville (54)            | 28 555              | 28 174              | 27 572              |                     |
| Pont-à-Mousson (54)       | 26 223              | 26 684              | 26 948              |                     |
| Toul (54)                 | 23 577              | 23 510              | 23 180              |                     |
| Remiremont (88)           | 24 119              | 22 903              | 22 601              |                     |

Malgré une perte de population de la région de plus ou moins 8 000 habitants entre 1982 et 1999, les deux métropoles de Metz et de Nancy parviennent à croître respectivement de 18 600 et 12 800 personnes, cela au détriment d'entités moyennes ou petites, qui elles perdent souvent des habitants (Thionville, Forbach, Bar-le-Duc, Remiremont et surtout Longwy). Bonne tenue d'Épinal et de Saint-Dié-des-Vosges, mais aussi de Saint-Avold, Sarrebourg et Sarreguemines.
De nombreuses agglomérations débordent des frontières, en Allemagne (Forbach avec Sarrebruck, Sarreguemines, Saint-Avold) ou au Luxembourg (Villerupt avec Esch-sur-Alzette). L'agglomération de Longwy s'étend même sur trois pays, la France, le Luxembourg et la Belgique.
Le tableau ci-dessous présente la population des quinze plus grandes villes (et non aires urbaines) de Lorraine :
| Villes                    | Date du recensement | Date du recensement | Date du recensement | Date du recensement |
| Villes                    | 1982                | 1990                | 1999                | 2009                |
| ------------------------- | ------------------- | ------------------- | ------------------- | ------------------- |
| Metz (57)                 |                     |                     | 123 704             | 121 841             |
| Nancy (54)                |                     |                     | 103 552             | 106 318             |
| Thionville (57)           |                     |                     | 40 863              | 41 564              |
| Épinal (88)               |                     |                     | 35 782              | 32 845              |
| Vandœuvre-lès-Nancy (54)  |                     |                     | 32 031              | 30 968              |
| Montigny-lès-Metz (57)    |                     |                     | 23 426              | 22 732              |
| Sarreguemines (57)        |                     |                     | 23 191              | 21 965              |
| Forbach (57)              |                     |                     | 22 784              | 21 595              |
| Saint-Dié-des-Vosges (88) |                     |                     | 22 590              | 21 523              |
| Lunéville (54)            |                     |                     | 20 188              | 19 937              |
| Verdun (55)               |                     |                     | 19 624              | 18 557              |
| Yutz (57)                 |                     |                     | 14 676              | 16 326              |
| Saint-Avold (57)          |                     |                     | 16 925              | 16 298              |
| Bar-le-Duc (55)           |                     |                     | 16 939              | 15 895              |
| Toul (54)                 |                     |                     | 16 851              | 15 939              |